# Type IV-secretie
Type IV-secretie, ook afgekort als T4S, is een vorm van secretie die bij bacteriën voorkomt. Bacteriën hebben door de evolutie heen een aantal mechanismen ontwikkeld, die het mogelijk maken DNA en proteïnen door hun celmembraan heen te transporteren, vanuit het cytoplasma naar het extracellulair milieu. De complexiteit van deze vorm van transport wordt duidelijk wanneer wordt gekeken naar gram-negatieve bacteriën, dit omdat deze groep bacteriën een dubbele membraan hebben. Het onderzoek naar type IV-secretie valt op het grensvlak van de geneeskunde en de landbouwkunde.
Het bekendste voorbeeld van deze vorm van secretie is waarschijnlijk de conjugatie, een van de vormen van genetische uitwisseling. Een samengestelde proteïne, een samengesteld eiwit maakt het daarbij mogelijk om DNA en proteïnen aan andere bacteriën over te dragen. Deze vorm van genetische overdracht zorgt in de natuur voor genetische diversiteit en overleving van bacteriën. Het gaat daarbij ook om de overdracht van virulentiefactoren tussen organismen van verschillende rijken.
De ontdekking van conjugatie heeft een revolutie veroorzaakt in microbieel genetisch onderzoek. Het mechanisme is sindsdien veel gebruikt in de uitwisseling van plasmiden en selectieve markers tussen verschillende micro-organismen. Hoewel het mechanisme bij laboratoriumonderzoek gemakkelijk is uit te voeren, zorgt het er ook voor dat de behandeling van pathogene bacteriën moeilijker wordt, omdat die resistent worden.